# 32. nordlige breddekreds
Den 32. nordlige breddekreds (eller 32 grader nordlig bredde) er en breddekreds, der ligger 32 grader nord for ækvator. Den løber gennem Afrika, Asien, Stillehavet, Nordamerika og Atlanterhavet.